# Raquel Sánchez Jiménez
Raquel Sánchez Jiménez (Gavá, Barcelona, 18 de noviembre de 1975) es una abogada y política española. Desde diciembre de 2023 preside la red de Paradores. Es militante del PSC desde 2003. Fue alcaldesa de la población barcelonesa de Gavá, desde febrero de 2014 hasta julio de 2021.Fue ministra de Transportes, Movilidad y Agenda Urbana desde julio de 2021 hasta noviembre de 2023.

## Biografía
Raquel Sánchez Jiménez se licenció en Derecho por la Universidad de Barcelona y completó su formación con un máster de Derecho del Trabajo y Seguridad Social en la Universidad Pompeu Fabra. Antes de dar el salto a la política, ejerció como abogada en un despacho de Barcelona y en otro que cofundó en Castelldefels.
Se afilió al Partido Socialista en 2003 y en 2007, se presentó en las listas municipales del PSC en la localidad de Gavá, en el denominado "cinturón rojo" de Barcelona. Tras las elecciones fue nombrada teniente de alcalde de Economía y Hacienda, Recursos Humanos y Servicios Generales del Ayuntamiento de Gavá y portavoz del grupo municipal socialista. Después de las elecciones de 2011 fue nombrada teniente de alcalde de Urbanismo, Promoción Económica, Medio Ambiente y Sostenibilidad.
El 15 de febrero de 2014 fue elegida alcaldesa de Gavá, en sustitución de Joaquim Balsera. Después de las elecciones municipales del 24 de mayo de 2015 que las ganó el PSC, fue elegida alcaldesa por mayoría simple para el mandato 2015–2019. En las elecciones de 2019 fue reelegida alcaldesa con mayoría absoluta. En noviembre de 2016 fue nombrada secretaria de Políticas de la Mujer del PSC.
En 2012 fue escogida primera secretaria del PSC de Gavá. Es miembro de la Comisión Ejecutiva del PSC del Bajo Llobregat y del Consejo Nacional del PSC. El 22 de julio de 2015 fue nombrada vicepresidenta primera del Consell Comarcal del Baix Llobregat.

### Ministra de Transportes
El 10 de julio de 2021 fue nombrada ministra de Transportes, Movilidad y Agenda Urbana por el presidente del Gobierno, Pedro Sánchez, en sustitución de José Luis Ábalos. Tomó posesión del cargo como ministra el 12 de julio de 2021.
A principios de 2023 se hizo público que la empresa adjudicataria de un contrato para el diseño y fabricación de una treintena de nuevos trenes, Construcciones y Auxiliar de Ferrocarriles, se había percatado de que las medidas solicitadas no eran correctas, provocando que los trenes diseñados no entraran por los túneles existentes en las regiones de Asturias y Cantabria. Tras conocerse estos hechos, el Departamento de Transportes recibió importantes críticas, tanto de la oposición como de los gobiernos de ambas regiones españolas, así como se exigieron soluciones y asunción de responsabilidades.
Tras esto, las empresas públicas Renfe y Adif despidieron al gerente del Área de Gestión de Material de Renfe Viajeros y al jefe de Inspección y Tecnología de vía, respectivamente. Posteriormente, la ministra aceptó las dimisiones de la secretaria de Estado de Transportes, Isabel Pardo de Vera Posada, y del presidente de Renfe, Isaías Táboas.

### Presidenta de Paradores
Tras su salida del Ejecutivo, fue nombrada presidenta de Paradores el 28 de diciembre de 2023, sustituyendo a Pedro Saura, quien asumió la presidencia de Correos. Ese mismo día abandonaría su escaño en el Congreso de los Diputados, siendo sustituida por Josep Paré.